# Veronica thomsonii
Veronica thomsonii är en grobladsväxtart som beskrevs av Thomas Frederic Cheeseman. Veronica thomsonii ingår i släktet veronikor, och familjen grobladsväxter. Inga underarter finns listade i Catalogue of Life.